# 1349

## Починали
- Иван Асен, български военачалник